# Roque Spencer Maciel de Barros
Roque Spencer Maciel de Barros (Bariri, 5 de abril de 1927 - São Paulo, 8 de maio de 1999) foi um historiador da educação, educador, jornalista e filósofo brasileiro. Tornou-se conhecido pela sua extensa defesa do liberalismo, expressa em muitas pesquisas e publicações.

## Biografia
Era filho de Paulo Maciel de Barros e Leontina Albuquerque Maciel de Barros. Iniciou sua carreira em São Paulo, capital. Casou-se com Maria da Conceição Rabello de Barros, com quem teve três filhos, e em segundo casamento uniu-se a Gilda Naécia Maciel de Barros. Teve uma sólida formação acadêmica, estudando filosofia e a história antiga e moderna, e ainda estudante já definiu em linhas gerais os seus temas de interesse. Em 1955 formou-se Doutor em História e Filosofia da Educação e, em 1959, obteve o título de Livre-docente. Ocupou várias posições importantes na Universidade de São Paulo.
Foi um dos integrantes que participou da criação da Faculdade de Educação e atuou como professor assistente do Prof. Dr. Laerte Ramos de Carvalho na cadeira de História e Filosofia da Educação entre 1964 e 1965, período em que a Faculdade de Filosofia, Ciências e Letras (hoje conhecida como FFLCH) integrava o ensino de Pedagogia e estava situada na rua Maria Antônia. Além de lecionar História da Educação, também era responsável pelas aulas de Filosofia da Educação quando o professor Laerte estava ausente. A transferência de Laerte para a Universidade de Brasília e o deslocamento de José Querino Ribeiro para a Reitoria provocaram uma significativa reestruturação no Departamento de Educação da FFCL, resultando na liderança da cadeira de História e Filosofia da Educação sendo assumida por Roque. Em uma assembleia realizada no dia 11 de outubro de 1967, foi escolhido como diretor do Departamento de Educação da FFCL, ocupando a posição antes ocupada pela Profa. Dra. Maria José Garcia Were. Ele também atuou como colunista do Estadão e do extinto Jornal da Tarde. Seus artigos versavam principalmente sobre Filosofia, Filosofia da Educação e Filosofia Política.
Desempenhou a função de diretor da Faculdade de Educação da USP de 1976 a 1980.
Trabalhou na USP por aproximadamente 33 anos, aposentando-se aos 54 anos, em 1984. 
Entre as primeiras obras de Roque, que marcaram o início de sua trajetória na academia, destaca-se: Evolução do pensamento de Luiz Pereira Barreto e seu significado pedagógico (1955).
Também foi membro efetivo do Instituto Brasileiro de Filosofia e do Instituto de Filosofia Luso-Brasileira.
Segundo Paulino Orso, "dentre os teóricos do liberalismo e da educação brasileira, Roque Spencer destaca-se tanto por suas pesquisas e seus escritos, como pela defesa intransigente que fez do liberalismo, pelo combate ao totalitarismo e pela defesa da Escola Pública na segunda metade da década de 50. Sua obra é bastante extensa, porém, circunscreve-se basicamente em torno do liberalismo. Mesmo quando trata do totalitarismo e da educação, o faz desde a perspectiva do liberalismo". Jorge Nagle louvou o seu "incansável rigor e meticulosidade". Foi prolífico articulista na imprensa, uma personalidade dinâmica que, com uma visão pedagógica de largo escopo, almejou educar e transformar toda a sociedade brasileira.
Faleceu em 08 de maio de 1999 na sua residência na capital paulista. Sendo sepultado no Cemitério Gethsêmani.